# Sophie Karthäuser
Sophie Karthäuser est une soprano belge née à Malmedy en 1974.

## Formation
Son parcours musical débute dans son village de Bellevaux-Ligneuville, où elle joue de la clarinette dans l'harmonie locale et où elle est membre du chœur de l'église. C'est à 16 ans que sa vocation s'affirme et qu'elle décide de prendre des cours de chant à l'académie régionale. En 1992, à 18 ans, elle entre au Conservatoire royal de Liège. Lauréate de la Fondation belge de la vocation en 1997, elle poursuit sa formation à la Guildhall School of Music and Drama de Londres avec Noëlle Barker. Elle participe à quelques Master class et prend des cours privés, notamment avec une des plus célèbres sopranos allemandes du XXe siècle, Elisabeth Schwarzkopf.

## Début de carrière
Sophie Karthäuser fait ses débuts à la scène dans le rôle de Papagena dans La Flûte enchantée à l'Opéra de Francfort. Elle est, très tôt, remarquée par trois institutions importantes de Belgique: le Festival de Stavelot, l'Orchestre Philharmonique de Liège et le Théâtre Royal de La Monnaie. Si Stavelot l'invite quasiment chaque année entre 1997 et 2005, l'Orchestre Philharmonique de Liège lui permet de chanter, entre autres, la partie de soprano solo dans la Messe en ut mineur de Mozart aux côtés de Louis Langrée, Les Illuminations de Britten avec Armin Jordan et le cycle de mélodies avec orchestre intitulé Les Nuits d'été de Berlioz avec Stéphane Denève. Elle intègre l'opéra studio de La Monnaie où elle chante le rôle de Despina dans l'opéra Così fan tutte de Mozart, puis se voit confier des rôles plus importants tels qu'Euridice et La Ninfa dans L'Orfeo de Monteverdi, Eritea dans Eliogabalo (Héliogabale) de Cavalli, Hanako dans Hanjo de Toshio Hosokawa et Zerlina dans Don Giovanni de Mozart.

## Rôles
En 2005, elle chante sa première Pamina dans Die Zauberflöte (La Flûte enchantée, de Mozart) au théâtre de La Monnaie, sous la direction de René Jacobs. La journaliste Marie-Aude Roux dira d'elle dans Le Monde qu'elle fut « la reine de la soirée ». On la retrouve ensuite dans d'autres opéras de Mozart. Elle chante sa première Susanna dans Le nozze di Figaro (Les Noces de Figaro) en mai 2007 à l'Opéra de Lyon, sous la direction de William Christie et aborde sa première Ilia dans Idomeneo (Idoménée) à l'Opéra national du Rhin. L'écrivain et critique André Tubeuf écrira, dans la revue Classica qu'« une grande chanteuse éclot sous nos yeux ». Au Théâtre des Champs-Élysées elle chante Tamiri dans Il re pastore (Le roi pasteur) et à Berlin elle est Serpetta dans La finta giardiniera (La fausse jardinière).
En 2011 elle chante Agathe dans Le Freischütz de Weber à l'Opéra-Comique de Paris.

## Discographie
- Airs d'opéra de Grétry | Les Agrémens & Guy van Waas | Ricercar
- Stabat Mater de Luigi Boccherini | Les Folies Françoises & Patrick Cohën-Akenine | Ricercar
- Il ritorno di Tobia de Joseph Haydn | Cappella Coloniensis | Naxos
- Die Schöpfung de Haydn | Les Arts florissants & William Christie | Virgin Classics
- Intégrale des Lieder pour soprano et piano de Mozart | Cypres records
- Faramondo de Handel | I barochisti & Diego Fassolis | Virgin Classics
- Mozart arias | Live at La Monnaie, Bruxelles | Cypres records
- La Finta Giardiniera  de Mozart | Freiburger Barockorchester & René Jacobs | Harmonia Mundi (2012)
- "Les Anges Musiciens" Mélodies choisies de Francis Poulenc | Eugène Asti (piano) | Harmonia Mundi (2014)
- Orlando de Haendel | B'Rock Orchestra & René Jacobs | Archiv (2014)
- Leçons de Ténèbres S 118, S 121, S 124 et Miserere S 87  de Michel-Richard de Lalande, Ensemble Correspondance & Sébastien Daucé I Harmonia Mundi (2015)
- Béatrice et Bénédict, opéra de Berlioz, Stéphanie d'Oustrac (Béatrice), Paul Appleby (Bénédict), Sophie Karthäuser (Héro), Lionel Lothe (Somarone), Philippe Sly (Claudio), Frédéric Caton (Don Pedro), Katarina Bradìc (Ursule), London Philarmonic Orchestra, The Glyndebourne Chorus, staged by Laurent Pelly, conducted by Antonello Manacorda. 1 DVD Opus Arte 2017

## Récompenses
- Diapason découverte pour son album Grétry chez Ricercar (2003)
- Prix spécial du jury "artiste de l'année" aux Octaves de la musique (2005)
- Diapason découverte pour Faramondo de Haendel paru chez Virgin Classics (2009)
- Diapason d'or, Choc de Classica pour les Leçons de Ténèbres de Michel-Richard de Lalande
- Octave "Musique classique" en compagnie de René Jacobs (dir.) pour l’enregistrement du « Septem verba a Christo » de Pergolèse (2014)[3]